# Émile Frézot
Eugène Émile Armand Frézot (Argent-sur-Sauldre, 11 novembre 1916 – Tolone, 21 gennaio 2001) è stato un cestista francese.

## Carriera
Con la Francia ha disputato tre edizioni dei Campionati europei (1939, 1946, 1947).

## Palmarès
- Campionato francese: 1

Parigi UC: 1946-47